# Transformers
Transformers es una franquicia de entretenimiento (juguetes, series animadas, películas, cómics, videojuegos, etc.) coproducida entre las empresas de juguetes Hasbro y Takara Tomy. El hilo argumental de esta franquicia se basa en dos facciones robóticas, los Autobots y los Decepticons, originarias del planeta Cybertron. La designación "Transformer" se deriva de la capacidad que poseen estos robots para transformarse en formas alternativas, como vehículos y animales. Desde 2011, ha generado más de 25.000 millones de dólares (2 billones de yenes) en ingresos, lo que la convierte en una de las franquicias de medios de mayor recaudación de todos los tiempos.
El término "Generación 1" se refiere tanto a la serie animada The Transformers, como a la serie de cómics del mismo nombre. Seguido por secuelas, como el cómic Generación 2 y la serie de televisión Beast Wars. Los personajes de la Generación 1 tuvieron dos reinicios, a cargo de Dreamwave Productions en 2001 e IDW Publishing en 2005 y un tercero a partir de 2019. Ha habido otras encarnaciones de la historia basadas en diferentes líneas de juguetes durante y después del siglo XX. La primera fue la serie Robots in Disguise, seguido de tres continuidades (Armada, Energon y Cybertron) que constituyen un único universo llamado la "Trilogía Unicron". Hay además una saga de películas de acción, que comenzó en 2007 y hasta la fecha ya cuenta con 5 secuelas y una precuela. La serie Transformers: Animated fusionó conceptos de la historia de la Generación 1, la película de acción de 2007 y la "Trilogía Unicron". Durante la mayor parte de la década de 2010, en un intento por mitigar la ola de reinicios, se estableció la "Continuidad Alineada". En 2018, Transformers: Cyberverse debutó, una vez más, siguiendo una línea distinta de las encarnaciones anteriores.

## Historia
La franquicia comenzó a mediados de 1983, cuando Hasbro compró los derechos de distribución de las figuras de las marcas de juguetes japoneses Diaclone y Microman (ambas de Takara), bajo el nombre comercial de Transformers. Poco tiempo después y debido al éxito comercial alcanzado, Hasbro compró todos los derechos de autor y de marca de toda la línea de juguetes en el continente americano y europeo, manteniendo Takara Tomy la producción, comercialización y los derechos de autor en el mercado asiático.
En 1983, la compañía de juguetes Tonka crea a Gobots, de forma similar a Transformers. Si bien en inicio fue una línea independiente y competitiva, esta pasó a formar parte de la propiedad intelectual de Hasbro en 1991. Posteriormente, el universo representado GoBots fue establecido como una dimensión alternativa dentro de la franquicia Transformers.
Entre 1984 y 1991, Marvel lanza la colección de cómic The Transformers. También en 1984, se lanzó la primera serie animadaː The Transformers, en un esfuerzo conjunto de Marvel y Sunbow Productions, mientras que la animación fue realizada por Toei, AKOM y TMS Entertainment. Esto daría inicio a la creación del Universo Transformers.

## Ficción

### Transformers: Generación 1 (1984-1993)

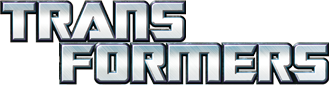
Logotipo de Transformers, utilizado hasta 2014.

Generación 1, es un término para los personajes de Transformers que aparecieron entre 1984 y 1993. Los Transformers se iniciaron en la década de 1980 en Japón con las líneas de juguetes Micro Change y Diaclone, donde se presentan robots capaces de transformarse en vehículos cotidianos, artículos electrónicos o armas. 
Hasbro, recién salido del éxito de la línea de juguetes, G.I. Joe: A Real American Hero, la cual utilizaba la tecnología Microman con gran éxito, compró los juguetes Micro Change y Diaclone, y se asoció con Takara. Marvel Comics fue contratada por Hasbro para crear una historia de fondo para esta nueva línea; el editor jefe Jim Shooter se encargó en escribir una historia general, mientras que el escritor Dennis O'Neil creó los personajes y el nombre de "Optimus Prime". Posteriormente, Shooter descontento con el trabajo de O'Neil asigna a Bob Budiansky a crear la mayor parte de los personajes de Transformers, dando nombres y personalidades a muchas figuras Diaclone sin nombre.
Los mechas de Transformers fueron diseñados en gran parte por Shōji Kawamori, el creador de la franquicia japonesa de anime mecha Macross (que fue adaptada a la franquicia Robotech en Norteamérica). A Kawamori se le ocurrió la idea de los mechas transformables mientras trabajaba en las franquicias Diaclone y Macross a principios de la década de 1980 (como el VF-1 Valkyrie en Macross y Robotech), y sus mechas Diaclone sirvieron más tarde de base para Transformers.
El concepto principal del cómic de la Generación 1 es la batalla entre el heroico Optimus Prime, el villano Megatron y sus mejores soldados, que sufren un accidente y se estrellan en la Tierra, en el Arca y el Nemesis antes de despertar en 1985, Cybertron se puso inmediatamente en zona neutral, como efecto de la guerra. El cómic de Marvel formaba parte originalmente del Universo Marvel principal, con apariciones de Spider-Man y Nick Fury, además de algunos cameos, así como una visita a la Tierra Salvaje, la idea inicial era una serie limitada de cuatro tomos que sirviera para fomentar la venta de los juguetes.
The Transformers, la serie de televisión producida por Sunbow Productions, Marvel Productions, y posteriormente por Hasbro Productions, contradecía las historias de Budiansky. La serie de televisión muestra a los Autobots buscando nuevas fuentes de energía y aterrizando de emergencia mientras los Decepticons atacan. Marvel interpretó que los Autobots destruían un asteroide que se acercaba a Cybertron. Shockwave es leal a Megatron en la serie de televisión, manteniendo Cybertron en un punto muerto durante su ausencia, pero en el cómic intenta tomar el mando de los Decepticons. La serie de televisión también difiere en los orígenes que Budiansky había creado para los Dinobots, el Decepticon/Autobot Jetfire (conocido como Skyfire en la televisión), los Constructicons (que se combinan para formar Devastator), y Omega Supreme. En el cómic de Marvel, establece desde el principio en que Prime ejerce la Matriz de Creación, la cual da vida a las máquinas. En la segunda temporada, el episodio de dos partes "La clave de Vector Sigma" se introdujo a la antigua computadora Vector Sigma, que servía al mismo propósito de la Matriz de Creación (daba vida a Transformers), también se introdujo a su guardián Alpha Trion.
En 1986, se hizo la película The Transformers: The Movie, que se sitúa en el año 2005. Ahí se introdujo la Matriz como la "Matriz de Liderazgo Autobot", cuando un fatalmente herido Prime se la da a Ultra Magnus, sin embargo, como Prime muere se le cae la matriz, que luego es atrapada por Hot Rod que posteriormente se convierte en Rodimus Prime más adelante en la película. Unicron, un Transformer que devora planetas, teme el poder de la Matriz y hace un trato con un moribundo Megatron y lo recrea como Galvatron, así como Bombshell a Cyclonus, uno de los Seekers a Scourge y otros dos Insecticons a cazadores de Scourge, los Sweeps. Con el tiempo, Rodimus Prime saca la matriz y destruye a Unicron.
La tercera temporada seguía la línea temporal de la película, con la revelación de los Quintessons quienes habían utilizado Cybertron como una fábrica, sus creaciones se hicieron robots rebeldes, y con el tiempo los trabajadores, se vuelven Autobots y los soldados Decepticons. (Nota: Esto parece contradecir antecedentes presentados en las dos primeras temporadas de la serie.). Debido a la demanda popular, Optimus Prime resucita al final de la tercera temporada, y la serie terminó en la cuarta con un arco de historia de 3 capítulos. Sin embargo la emisión japonesa complementó la serie con una OVA llamada Scramble City, antes de crear enteramente una nueva serie para continuar con la historia, ignorando el final de la serie americana del 1987. La secuela japonesa consistía en, Headmasters, Super-God Masterforce, Victory y Zone, y después en forma de revista ilustrada como Battlestars: Return of Convoy y Operation: Combination. Más tarde estrenaría la cuarta temporada en formato OVA en 1996 como ¨Transformers: The Rebirth¨. Justo cuando la serie de televisión estaba terminando, Marvel continuó expandiendo su continuidad. Siguió el ejemplo de la película al matar a Prime y Megatron. El líder Dinobot, Grimlock, asume el cargo de líder de Autobot. Había un crossover con G.I. Joe y la serie limitada The Transformers: Headmasters, amplió aún más el alcance al planeta Nebulon y condujo a que resucitara Prime como Powermaster.
En el Reino Unido, la mitología siguió creciendo. Primus fue presentado como el creador de los Transformers y luchar contra su némesis Unicron. La Autobot femenina Arcee también apareció, a pesar de que el cómic afirmaba que los Transformers no tenían concepto de género, para acallar las acusaciones de sexismo, se creó la historia de fondo que fue construida por los Autobots. Soundwave, el segundo al mando de Megatron, rompió la cuarta pared. El Reino Unido también tuvo un crossover en Action Force, la contraparte británica de G.I. Joe. En el cómic aparecía un Megatron resucitado, al que Furman convirtió en un clon cuando se hizo cargo del cómic estadounidense. El cómic estadounidense duraría 80 números hasta 1991, y el cómic británico duró 332 números y varios anuales, hasta que fue reemplazado por Dreamwave Productions, más tarde en el siglo XX.
| Spin-offs de Transformers G1                   | Spin-offs de Transformers G1                                                                                     | Spin-offs de Transformers G1 | Spin-offs de Transformers G1 |
| Serie                                          | Descripción | Año                          |                              |
| ---------------------------------------------- | --- | ---------------------------- | ---------------------------- |
| Fight! Super Robot Lifeform Transformers       | Adaptación japonesa de la 1.ª y 2.ª temporada                                                                    | 1985                         |                              |
| The Transformers: The Movie                    | | 1986                         |                              |
| Transformers: Scramble City                    | OVA | 1986                         |                              |
| Fight! Super Robot Lifeform Transformers: 2010 | Adaptación japonesa de la 3.ª temporada                                                                          | 1986                         |                              |
| Transformers: Heroic Legend                    | 3 OVAs con los momentos más importantes de The Transformers, Scramble City y el 1.er episodio de The Headmasters | 1996                         |                              |
| Transformers: The Rebirth                      | Adaptación japonesa de la cuarta temporada en formato OVA                                                        | 1996                         |                              |
| Transformers: The Headmasters                  | Reemplazo de la 4.ª temporada en Japón                                                                           | 1987-1988                    |                              |
| Transformers: Super-God Masterforce            | | 1988-1989                    |                              |
| Transformers: Victory                          | | 1989-1990                    |                              |
| Transformers: Zone                             | OVA | 1990                         |                              |

#### Transformers: Generación 2 (1993-1995)
Fueron cinco números del cómic G.I. Joe en 1993 los que impulsarían el regreso de los Transformers de Marvel, con la nueva serie de doce números Transformers: Generation 2, para comercializar una nueva línea de juguetes. Esta línea se caracterizó por el cambio de los emblemas de los Autobots y los Decepticons, las modificaciones de los modelos para seguridad de los niños menores y el uso de colores más llamativos. Los dos primeros años de la segunda generación se caracterizaron por la re-modelación de los Transformers originales. Un gran número de estos ahora incluían luces y sonidos. No hubo serie de televisión propiamente dicha, lo que se vio en realidad fue una retransmisión de la serie clásica con una nueva introducción.
En la historia del cómic se cuenta como los Transformers originalmente se reproducían asexualmente, aunque Primus lo impidió al producir el malvado Swarm. Sin embargo, un nuevo imperio, ni Autobot ni Decepticon, lo está recuperando. Aunque el arco, de un año de duración, se cerró con una alianza entre Optimus Prime y Megatron, el último panel presentó a Liege Máximo, antepasado de los Decepticons. Este pequeño cliffhanger no se resolvió hasta la convención Transforce de 2001 y 2002, cuando el escritor Simon Furman concluyó su historia en la novela exclusiva Alignment.

### Beast Wars/Beast Machines (1996-2000)
Beast Wars: Transformers, es la tercera línea de juguetes Transformers y estuvo disponible en el mercado entre 1995 y el año 2000. En esta línea la novedad era que los robots adoptaban forma de animales y no en vehículos como en Generación 1. Beast Wars también es una de las primeras series creadas en 3D para televisión por la compañía canadiense Mainframe Entertainment. Esta nueva serie nos contaba cómo una nave de Maximals (descendientes de los Autobots) y de Predacons (descendientes de los Decepticons), se estrellan después de un enfrentamiento y salto temporal, en la Tierra prehistórica. Beast Machines es la secuela directa de Beast Wars. Hasbro decide continuar con el éxito de la anterior serie con una nueva línea de figuras, acompañadas de una nueva serie de televisión en 3D también realizada por Mainframe Entertainment, la cual cualitativamente, gráficamente hablando, es mejor que la anterior. En Japón fue conocida como Beast Wars Returns.
| Beast Wars Special Super Lifeform Transformers | 1998 OVA  |
| Beast Wars II                                  | 1998-1999 |
| Beast Wars Neo                                 | 1999      |

### Producciones Dreamwave (2001-2005)
En 2001, Producciones Dreamwave comenzó un nuevo universo de los cómics anuales adaptados para Marvel, pero también se incluyen elementos de la serie animada. Las historias Dreamwave sigue el concepto de los Autobots contra los Decepticons en la Tierra, pero en 1997 en su viaje de regreso a Cybertron en el Arca II. La historia sigue a partir de ahí, en dos series de seis números limitados. La serie también se agrega complejidades adicionales, como que no todos los Transformers creen en la existencia de Primus, la corrupción en el gobierno Cybertroniano el cual creó primero Megatron para comenzar la guerra y que la Tierra tiene una relevancia desconocida para los Cybertronianos.

### Editora IDW (2005-2022)
Al año siguiente, IDW Publishing reinicia la serie G1 desde cero dentro de varias series limitadas. Esto permitió que el escritor de largo plazo de Marvel y Dreamwave cómics, Simon Furman crear su propio universo sin obstáculos de continuidad, similar a Ultimate Marvel. La historia de Furman representa un Cybertron destruido por el Pretender Thunderwing, por lo que los Autobots y Decepticons tienen que infiltrarse en varios planetas para conseguir sus recursos. La tierra está bajo un escrutinio particular debido a una particular forma potente de energon, que Shockwave había sembrado hace miles de años, con los Decepticons. El origen del Arca está ausente en esta serie. la continuidad también fue el primero en reconocer la existencia de desplazamientos masivos en las transformaciones, como cuando Megatron reduce su tamaño en un arma de fuego.

### Historias alternativas
En enero de 2006, los coleccionistas de Hasbro, Transformers Club, escribieron una historia basada en la línea de juguetes Transformers Classics, ambientado en el universo de Marvel Comics, pero excluyendo el cómic de la Generación 2. Quince años después de que Megatron se estrellara en el Arca con Ratchet, la guerra continúa con los personajes en sus cuerpos Classics.
IDW Publishing presentó The Transformers: Evolutions en 2006, una colección de miniseries que re-imaginan y reinterpretan los personajes G1 de varias maneras. Hasta la fecha, solo una miniserie ha sido publicada, Hearts of Steel, en la cual colocan a los personajes en una época de la Revolución Industrial. La serie se retrasó pues Hasbro no quería confundir demasiado a los recién llegados con los nuevos universos de ficción antes del lanzamiento de la película de acción en vivo.
Sin embargo, IDW y el editor original de Marvel Comics ha anunciado una historia crossover con Los Vengadores para que coincidiera con la película de New Avengers/Transformers. La historia se sitúa en los límites de Symkaria y Latveria, y su universo de ficción se encuentra entre las primeras dos historias de los Nuevos Vengadores, así entre la fase de infiltración y la escalada de los Transformers de IDW. Chris Ryall editor en jefe de IDW, dio alusión a algunos de sus elementos que se prorrogaron en las continuidades principales, y que una secuela es posible.

### Transformers: Robots in Disguise(2000-2001)
Su primera emisión fue en Japón en el 2000, Transformers: Nueva Generación fue una serie animada que solo consiste de 39 episodios. Fue exportado a otros países en los años siguientes. En esta continuidad, Megatron recrea a los Decepticons como los Predacons en la tierra, una potencial referencia del retorno de los personajes basados en animales como en Beast Wars. Es un universo independiente, sin vínculos con ninguna otra ficción Transformers, aunque algunos de los personajes de Robots in Disguise se acaban haciendo apariciones en Transformers: Universe, incluyendo Optimus Prime, Ultra Magnus, Side Burn y Prowl.
El show fue fuertemente censurado en los Estados Unidos, debido a su contenido, como edificios destruidos, referencias al terrorismo después del ataque del 9/11 en el World Trade Center. El show fue finalmente eliminado de los canales por cable en los Estados Unidos.

### Trilogía Unicron (2002-2006)
Estas tres líneas, con estilo de la década de 1990, se puso en marcha en 2001, seguida por la de 2002 y 2006, conocida como la "Trilogía Unicron". Su diseñador fue Aaron Archer. La "Trilogía Unicron" son coproducciones entre Takara Tomy y Hasbro (en menor medida), lanzada simultáneamente en ambos países, con un total de 52 episodios.
Armada siguió a los Autobots y los Decepticons en el descubrimiento de los poderosos Mini-Cons en la Tierra, los cuales se revelan al final ser armas de Unicron. Energon, se establece diez años más tarde, aquí seguimos a los Autobots y los Omnicons en su lucha para detener a los Decepticons y los Terrorcons de resucitar a Unicron con energon. En Japón, en la serie Cybertron no se mostraron vínculos con las dos anteriores series, cuenta su propia historia. Esto causó problemas de continuidad cuando Hasbro vendió Cybertron como un seguimiento de Armada/Energon. Los autores trataron de cambiar algunos elementos de la trama de la versión japonesa de remediar esto, aunque esto en gran medida se suman a nada más que referencias a Unicron, Primus y Mini-Cons.
Dreamwave Productions publicó el cómic Transformers: Armada ubicado en una continuidad diferente a la caricatura. En #19, se convirtió en Transformers: Energon. Dreamwave quebró y dejó todas las publicaciones antes de la historia se pudo completar en el #30. Sin embargo, el club de admiradores de Transformers ha publicado algunos cuentos que figuran en la era de Cybertron.

### Transformers: Universe (2003-presente)
La historia de Transformers Universe, está establecida principalmente después Beast Machines. La historia se desarrolló en un cómic inacabado, exclusivo de la Convención de Coleccionistas oficial de Transformers. El cómic que estaba siendo preparado para la convención del 2005 se canceló debido a la bancarrota de 3H Enterprise, la empresa encargada de organizar la convención oficial de Transfomers. La empresa que obtuvo los derechos para producir la convención ese año no continuó con Universe.

### Franquicia live-action de Michael Bay (Bayverse) (2007-2017)

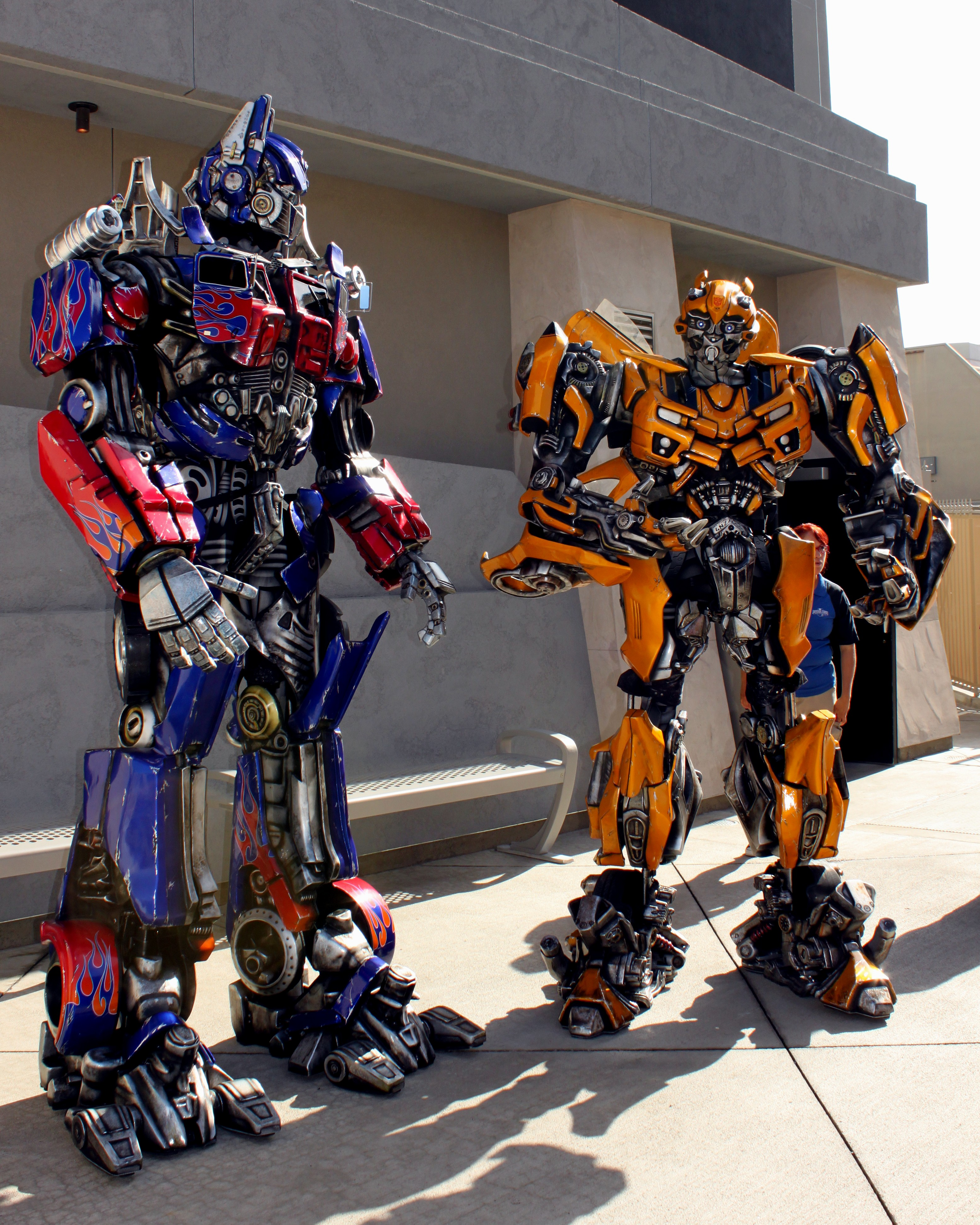
Optimus Prime y Bumblebee en Universal Studios Hollywood.

Transformers fue estrenada el 19 de julio de 2007, dirigida por Michael Bay y producida por Steven Spielberg. El foco principal de la película giraba en torno al creador de los Transformers, que en la película se describe como la Allspark, así como su hogar Cybertron. La película retrata la Allspark como un gran cubo de energía que puede crear vida a partir de objetos mecánicos. Durante la guerra civil cybertroniana, la Allspark fue enviada fuera del planeta y, finalmente, aterrizó en la Tierra, donde fue descubierta por el gobierno de los Estados Unidos. La presa Hoover se construyó sobre ella como un centro de investigación de alto secreto y la base del gobierno. Megatron buscando la Allspark en la Tierra se estrelló al aterrizar en el Ártico y se congeló. Muchos años más tarde fue encontrado y llevado a las mismas instalaciones que el Allspark. Con su mundo devastado por la guerra, los Autobots estaban dispersos por todo el espacio. Pero un grupo de Autobots liderados por Optimus Prime viajaron a la Tierra en busca de la Allspark, en un intento por revitalizar su planeta contando con dos humanos, Sam Witwicky (Shia LaBeouf) y Mikaela Banes (Megan Fox). Sin embargo, los Decepticons también se dirigen ahí con los mismos propósitos, así como para activar a su líder, Megatron. La película describe la batalla sobre la Allspark en la Tierra. Los Transformers son representados como seres mecánicos que pueden reconstruir su apariencia exterior a través del escaneo o tocar un objeto mecánico de tamaño en relación con el cuerpo de cada Transformer. Steven Spielberg, productor ejecutivo, dijo que Transformers es un sueño hecho realidad porque, explica, desde que comenzó la comercialización de los juguetes concibió la idea de darles vida en una película de verano.
Transformers: la venganza de los caídos, la secuela, hizo su debut el 24 de junio de 2009. La trama gira en torno a Sam Witwicky, el cual se ve involucrado en la guerra de los Autobots y Decepticons, ahora por poseer en su cabeza las coordenadas de otra gran fuente de poder cybertroniano, la Matrix de liderazgo. Entonces, los Decepticons liderados bajo las sombras por un antiguo Decepticon llamado The Fallen, buscan la venganza encontrando y activando el artefacto para así, destruir el sol y también obtener la fuente suficiente de energon para su planeta Cybertron. Los Autobots, con nuevos integrantes de la agencia N.E.S.T., deberán de luchar para evitar la extinción humana. A pesar de que fue un gran éxito en taquilla, rompiendo récords en su estreno, la película recibió en su mayoría reseñas negativas de los críticos, y ganó a la peor película en los 30° Premios Golden Raspberry. En 2010, Hasbro lanzó una línea de juguetes de la expansión del universo cinematográfico. Esta línea es simplemente la marca de Transformers y contiene una promoción llamada "Hunt for the Decepticons". La promoción consiste en un número de código que los coleccionistas utilizan para acceder a juegos en línea en Transformers.com. La línea de juguetes se compone de reediciones y re-moldes de personajes de las películas actuales, así como las nuevas versiones de los personajes de la Generación 1 y Generación 2.
En esta línea se destaca la inclusión de Starscream, Bumblebee Battle Ops Leader Class y el nuevo rediseño de Optimus Prime Voyaguer Class y Bumblebee Deluxe Class.
Transformers: el lado oscuro de la luna, la secuela directa fue lanzada el 1 de julio de 2011. En esta nueva entrega, Ehren Kruger se involucró más en el guion, y Shia LaBeouf vuelve para repetir sus papeles como Sam. Roberto Orci y Alex Kurtzman, después de haber escrito las dos primeras películas, no regresaron para la tercera entrega de la serie. En un extra oculto para la versión Blu-ray de La venganza de los caídos, Bay expresó su intención de hacer El lado oscuro de la luna no necesariamente más grande que la segunda entrega, en lugar de eso, profundizar en los mitos, darle más desarrollo de personajes, y hacerlo más oscuro y más emocional. La trama comienza cuando Optimus Prime encuentra en una misión en Chernobyl, un motor del Arca, una nave que se perdió en el espacio en la época de guerra de Cybertron. Descubren que esta se estrelló en la Luna y que ahí se encuentra su antiguo líder, Sentinel Prime. Mientras que Sam descubre que los Decepticons están aliados con los humanos y están asesinando a los astronautas que tuvieron algo que ver con la carrera espacial de 1960. El lado oscuro de la luna ha recaudado más de 1.100 millones de dólares alrededor del mundo, convirtiéndose en la más vista de la franquicia.
Transformers: la era de la extinción es secuela de El lado oscuro de la luna. Está dirigida por Michael Bay, quien en un principio lo había negado, pero aceptó finalmente, debido al interés del público. Shia LaBeouf no participará en esta entrega, así como nadie del reparto original, en su lugar está protagonizada por Mark Wahlberg, Nicola Peltz y Jack Reynor. La intención era crear algo nuevo, con nuevos personajes e historias. Después de los hechos ocurridos en El lado oscuro de la luna por el incidente de Chicago, los Autobots se consideran como fugitivos y un grupo de la CIA, llamado Cemetery Wind, encargados de cazar y destruir a los Decepticons restantes, también lo hacen con los Autobots en secreto, pero también asesinan a quienes se crucen en su camino, siendo ayudados por un cybertroniano llamado Lockdown. Mientras que KSI una empresa de robótica, descubre de lo que están hechos los Transformers y se disponen a crear más. Ahora Optimus Prime debe llamar a los Autobots restantes junto a Cade Yeager, Tessa Yeager y Shane Dyson para combatir con estas 2 amenazas. Esta es la primera película de la franquicia en integrar al grupo de Dinobots, robots gigantes que pueden transformarse en dinosaurios. A pesar de la mala recepción y crítica, la película fue un éxito comercial, recaudando más de mil millones en ingresos de taquilla en todo el mundo.
Don Murphy declaró que La era de la extinción es el inicio de una nueva trilogía, pero contando con los mismos robots. El 18 de junio de 2014, el vicepresidente de Paramount Pictures, Edward Ryan prometió una quinta película de Transformers para ser lanzada el 24 de junio de 2016. El 18 de diciembre de 2014, Mark Wahlberg confirmó que regresaría como Cade Yeager en Transformers: el último caballero, solo siendo fugitivo con los Autobots, después de que Optimus Prime dejara la Tierra, son perseguidos por la TRF, una organización creada por el gobierno (al saber de las fechorías de Cemetery Wind), pero una nueva amenaza hace que se aproxima a la Tierra, para repetir lo que ocurrió al igual en Chicago.

#### Precuelas y Soft-reboot(2018-presente)
Bumblebee fue lanzada como precuela de la primera película de Transformers, estrenada en diciembre de 2018, dirigida por Travis Knight y creando un soft-reboot al universo cinematográfico conservando algunos elementos y otros cambiándolos definitivamente, recibiendo buenas críticas. Steven Caple Jr. dirigió la secuela titulada Transformers: el despertar de las bestias, estrenada en junio de 2023, la cual recibió críticas mixtas.

### Transformers: Animated(2007-2009)
Cartoon Network produjo Transformers Animated, es una caricatura que salió al aire a principios de 2008. Originalmente programada para finales 2007 bajo el título de Transformers. Héroes, Transformers Animated se establece en el año 2050 en Detroit (50 años después del choque del arca) cuando los robots y los humanos viven lado a lado. Los Autobots llegan a la tierra y asumen roles de superhéroes, luchando contra los humanos malvados y Decepticons, con los que tienen un papel más pequeño hasta que Megatron resurge. En los personajes principales incluyen Autobots como Optimus Prime, Bumblebee, Bulkhead, Prowl y Ratchet; Decepticons como Megatron, Starscream, Blitzwing, Lugnut y Blackarachnia, y humanos como Sari y el profesor Sumdac. Varios personajes que estaban en la historieta original de Transformers y la película de animación del 1986, así como personajes solo vistos en los cómics y demás, hacen apariciones especiales y cameos durante todo el show.

### Transformers: Prime(2010-2013)/Transformers: Robots in Disguise(2015-2017)
Transformers: Prime es una serie generada por computadora basada en la franquicia Transformers. Hizo su debut en el 29 de noviembre de 2010 por el canal The Hub en los Estados Unidos y terminó el 26 de julio de 2013. La serie comenzó, bajo el nombre de "Transformers: Prime - The Animated Series". Consta de un total de 65 episodios y tres temporadas. La segunda temporada se anunció, y fue transmitida el 28 de noviembre de 2011. Transformers Prime: Predacons Rising, la película de esta serie fue lanzada el 4 de octubre de 2013. Transformers: Robots in Disguise, es su secuela directa, programada para salir en la primavera del 2015. Esta nueva entrega cuenta con un rediseño de los personajes y se ambientará unos años después de Transformers: Prime, contando así con una nueva trama con Bumblebee como protagonista.

### Transformers: La chispa de la Tierra(2022-presente)
Transformers: La chispa de la Tierra es una serie de televisión animada producida por Entertainment One y Nickelodeon Animation Studio para el servicio de streaming Paramount+ y la cadena de televisión Nickelodeon, que debutó el 11 de noviembre de 2022. La chispa de la Tierra se destaca por presentar de manera destacada a los humanos después de estar mayormente ausente en varios medios de la franquicia a fines de la década de 2010, como Cyberverse, los cómics de IDW de 2019 y War for Cybertron Trilogy, y utiliza un elenco de voces sindicales por primera vez desde 2018.

## Líneas de juguetes
A lo largo del tiempo, la línea de juguetes ha experimentado variaciones a las que se agregan los cambios introducidos por las distintas franquicias de la marca Takara Tomy y Hasbro para sus respectivos mercados. Estas líneas de juguetes no tienen serie de televisión como tal, sino que son repintados de otras líneas o Transformers completamente distintos y nuevos, que no influyen en la continuidad de alguna serie.
| Líneas exclusivas de Hasbro           | Líneas exclusivas de Hasbro | Líneas exclusivas de Hasbro | Líneas exclusivas de Hasbro | Líneas exclusivas de Hasbro | Líneas exclusivas de Hasbro | Líneas exclusivas de Hasbro |
| ------------------------------------- | --------------------------- | --------------------------- | --------------------------- | --------------------------- | --------------------------- | --------------------------- |
| Transformers Universe                 | ?                           |                             |                             |                             |                             |                             |
| Transformers Alternators              | 2003-2007                   |                             |                             |                             |                             |                             |
| Transformers Titanium                 | 2006                        |                             |                             |                             |                             |                             |
| Transformers Hunt for the Decepticons | 2010                        |                             |                             |                             |                             |                             |
| Transformers Power Core Combiners     | 2010                        |                             |                             |                             |                             |                             |
| Líneas exclusivas de Takara Tomy      |                             |                             |                             |                             |                             |                             |
| Battlestars: Return of Convoy         | 1991                        |                             |                             |                             |                             |                             |
| Operation: Combination                | 1992                        |                             |                             |                             |                             |                             |
| Robot Masters                         | 2004-2005                   |                             |                             |                             |                             |                             |
| Transformers Binaltech                | 2003-2008                   |                             |                             |                             |                             |                             |
| Transformers Kiss Players             | 2006-2008                   |                             |                             |                             |                             |                             |
| Transformers Alternity                | 2009-2011                   |                             |                             |                             |                             |                             |

## Videojuegos
| Basados en Transformers: Generación 1                        | Basados en Transformers: Generación 1 | Basados en Transformers: Generación 1 | Basados en Transformers: Generación 1 | Basados en Transformers: Generación 1 | Basados en Transformers: Generación 1 | Basados en Transformers: Generación 1 |
| ------------------------------------------------------------ | ------------------------------------- | ------------------------------------- | ------------------------------------- | ------------------------------------- | ------------------------------------- | ------------------------------------- |
| The Transformers                                             | 1986                                  |                                       |                                       |                                       |                                       |                                       |
| Transformers: Battle to save the Earth                       | 1986                                  |                                       |                                       |                                       |                                       |                                       |
| Transformers: Convoy no Nazo                                 | 1986 (Japón)                          |                                       |                                       |                                       |                                       |                                       |
| Transformers: The Headmasters                                | 1987 (Japón)                          |                                       |                                       |                                       |                                       |                                       |
| Transformers                                                 | 2003 (Japón)                          |                                       |                                       |                                       |                                       |                                       |
| Transformers G1: Awakening                                   | 2008                                  |                                       |                                       |                                       |                                       |                                       |
| Transformers: Devastation                                    | 2015                                  |                                       |                                       |                                       |                                       |                                       |
| Transformers: Earth Wars                                     | 2016                                  |                                       |                                       |                                       |                                       |                                       |
| Transformers: Forged to Fight                                | 2017                                  |                                       |                                       |                                       |                                       |                                       |
| Basados en Beast Wars: Transformers                          |                                       |                                       |                                       |                                       |                                       |                                       |
| Beast Wars: Transformers                                     | 1997                                  |                                       |                                       |                                       |                                       |                                       |
| Kettō Transformers Beast Wars: Beast Senshi Saikyō Ketteisen | 1999 (Japón)                          |                                       |                                       |                                       |                                       |                                       |
| Transformers: Beast Wars Transmetals                         | 2000                                  |                                       |                                       |                                       |                                       |                                       |
| Basados en la Trilogía Unicron                               |                                       |                                       |                                       |                                       |                                       |                                       |
| Transformers Armada: Prelude to Energon                      | 2004                                  |                                       |                                       |                                       |                                       |                                       |
| Basados en la saga de Michael Bay                            |                                       |                                       |                                       |                                       |                                       |                                       |
| Transformers: The Game                                       | 2007                                  |                                       |                                       |                                       |                                       |                                       |
| Transformers: Revenge of the Fallen                          | 2009                                  |                                       |                                       |                                       |                                       |                                       |
| Transformers: Dark of the Moon                               | 2011                                  |                                       |                                       |                                       |                                       |                                       |
| Basados en Transformers: Animated                            |                                       |                                       |                                       |                                       |                                       |                                       |
| Transformers Animated: The Game                              | 2008                                  |                                       |                                       |                                       |                                       |                                       |
| Basados en Transformers: Prime                               |                                       |                                       |                                       |                                       |                                       |                                       |
| Transformers: Prime – The Game                               | 2012                                  |                                       |                                       |                                       |                                       |                                       |
| Transformers Universe                                        | 2013                                  |                                       |                                       |                                       |                                       |                                       |
| Saga War for Cybertron                                       |                                       |                                       |                                       |                                       |                                       |                                       |
| Transformers: War for Cybertron                              | 2010                                  |                                       |                                       |                                       |                                       |                                       |
| Transformers: Cybertron Adventures                           | 2010                                  |                                       |                                       |                                       |                                       |                                       |
| Transformers: Fall of Cybertron                              | 2012                                  |                                       |                                       |                                       |                                       |                                       |
| Transformers: Rise of the Dark Spark                         | 2014                                  |                                       |                                       |                                       |                                       |                                       |
| Otros juegos                                                 |                                       |                                       |                                       |                                       |                                       |                                       |
| DreamMix TV World Figthers                                   | 2003 (Japón)                          |                                       |                                       |                                       |                                       |                                       |
| Transformers Online                                          | 2012                                  |                                       |                                       |                                       |                                       |                                       |